# Tullow Oil
Tullow Oil est une compagnie britannique, basée à Londres qui s'occupe de prospection et d'exploitation de gisements pétroliers et gaziers. Cotée à Londres et Dublin, elle fait partie des cent entreprises de l'indice FTSE 100. La production nette revenant à la compagnie (au prorata de sa participation dans les concessions) est de 70 000 barils équivalent pétrole/jours (en comptant le gaz naturel) environ et l'objectif pour 2007 est de 80 000. Tullow est très active en exploration, en particulier dans des régions frontières.

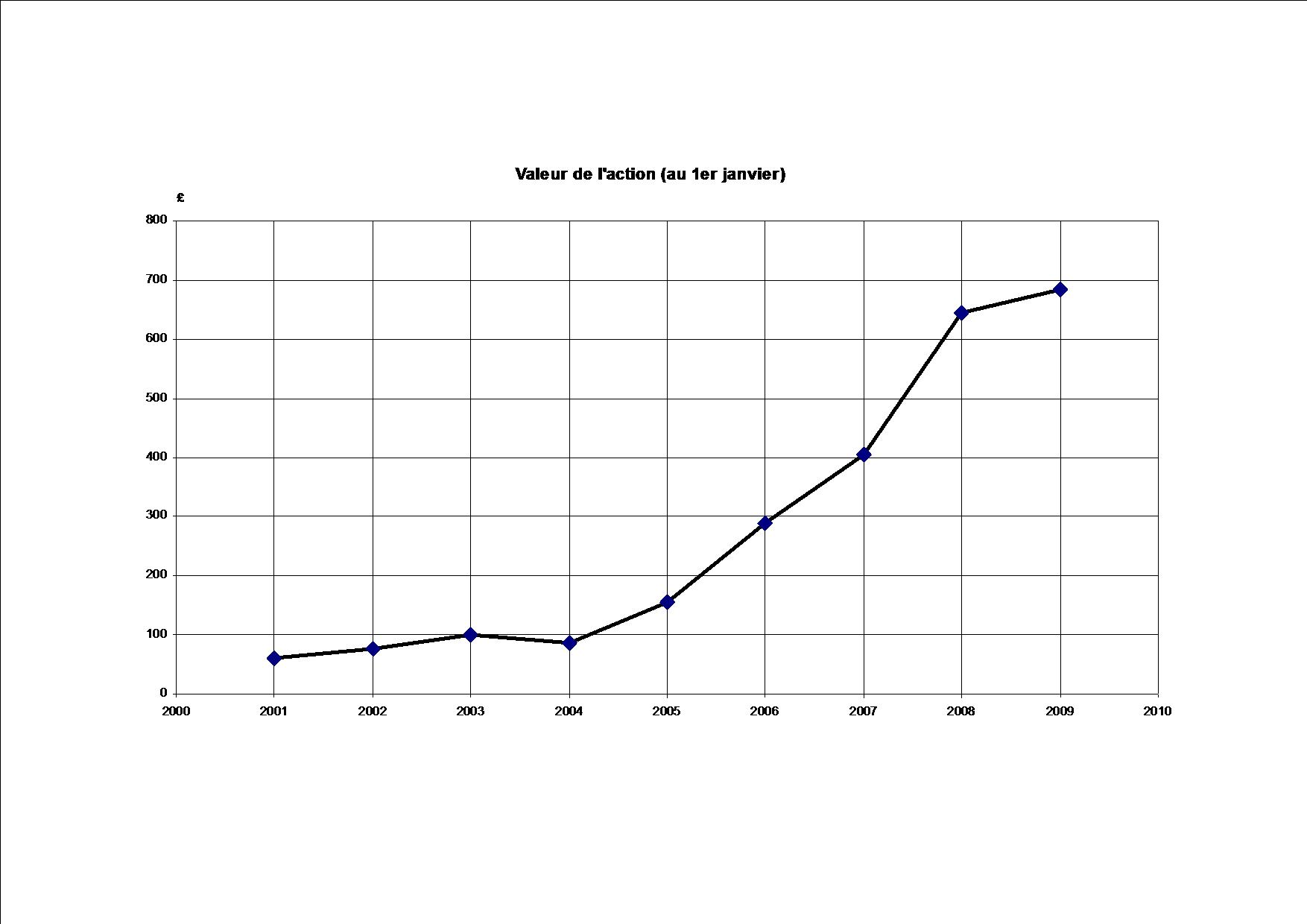
Valeur de l'action entre 2001 et 2009

## Historique
La société est fondée en 1985 en Irlande, par Aidan Heavey. Elle a pour but d'être une compagnie d'exploration gazière au Sénégal. Elle est référencée pour la première fois à la Bourse de Londres en 1987. 
En janvier 2007, elle progresse notablement en bourse avec notamment l'acquisition de Hardman Resources. 
En janvier 2009, la société procède à une augmentation de capital de 565 M$, souscrite en une seule journée.
En juin 2022, Tullow Oil annonce fusionner ses activités avec Capricorn Energy, anciennement Cairn Energy, dans une transaction d'une valeur de 656,9 millions de livres. Le nouvel ensemble sera dirigé par le PDG de Tullow Oil et les actionnaires de ce dernier seront majoritaires dans le nouvel ensemble. La nouvelle entité entend devenir un « leader énergétique de premier plan en Afrique ».
En mai 2025, l'Etat du Gabon acquiert pour 300 millions de dollars la filiale locale de Tullow Oil.

## Opérations
Tullow Oil opère principalement en Europe, en Afrique, en Asie du Sud et en Amérique du Sud.  En 2001, elle rachètedes gisements de gaz naturel en mer du Nord. 
Fin 2008, elle annonce des forages exploratoires réussis sur la côte orientale du Lac Albert, dans l'ouest de l'Ouganda, ainsi que des forages commercialement exploitables dans le champ de Jubilee, au large des côtes du Ghana  Ce dernier pourrait renfermer 1,8 milliard de barils de pétrole. La compagnie prévoit aussi d'y produire 850 000 mètres cubes de gaz naturel à partir de 2011. Par contre, les explorations au large de la côte indienne ont été infructueuses. Plus tôt dans l'année, des forages concluants avaient eu lieu dans le champ de Banda, au large de la Mauritanie.
Le 6 mai 2009, elle confirme la présence de pétrole dans le puits de Nsoga-1 (Ouganda), après celui de Buffalo-1 le 17 décembre 2008.
Le 9 septembre 2011, elle annonce avoir fait la découverte de pétrole dans le puits de Zaedyus (GM-ES-1) en Guyane Française. C'est la première fois que de l'or noir exploitable est découvert dans les eaux territoriales françaises.